# Brains
Brains (bretonisch: Brenn) ist eine französische Gemeinde mit 2.760 Einwohnern (Stand: 1. Januar 2022) im Département Loire-Atlantique in der Region Pays de la Loire. Sie gehört zum Arrondissement Nantes und zum Kanton Rezé-1. Die Einwohner werden Brennois genannt.

## Geographie
Die Gemeinde Brains liegt 25 Kilometer nordöstlich der Atlantikküste und 18 Kilometer südwestlich von Nantes im Weinbaugebiet Gros Plant du Pays Nantais; hier wird vor allem der Muscadet produziert. An der südwestlichen Gemeindegrenze fließt der Acheneau entlang. Umgeben wird Brains von den Nachbargemeinden Saint-Jean-de-Boiseau im Norden, La Montagne und Bouguenais im Nordosten, Bouaye im Osten und Südosten, Saint-Léger-les-Vignes im Südosten und Süden, Port-Saint-Père im Süden und Südwesten, Cheix-en-Retz im Westen sowie Le Pellerin im Nordwesten. 

## Bevölkerungsentwicklung
| Jahr                       | 1962 | 1968 | 1975 | 1982 | 1990 | 1999 | 2006 | 2012 | 2022 |
| -------------------------- | ---- | ---- | ---- | ---- | ---- | ---- | ---- | ---- | ---- |
| Einwohner                  | 999  | 1021 | 1174 | 1578 | 1889 | 2172 | 2479 | 2587 | 2760 |
| Quellen: Cassini und INSEE |      |      |      |      |      |      |      |      |      |

## Sehenswürdigkeiten
- Kirche Notre-Dame, 1875 erbaut
- Schloss Le Grand Pêle

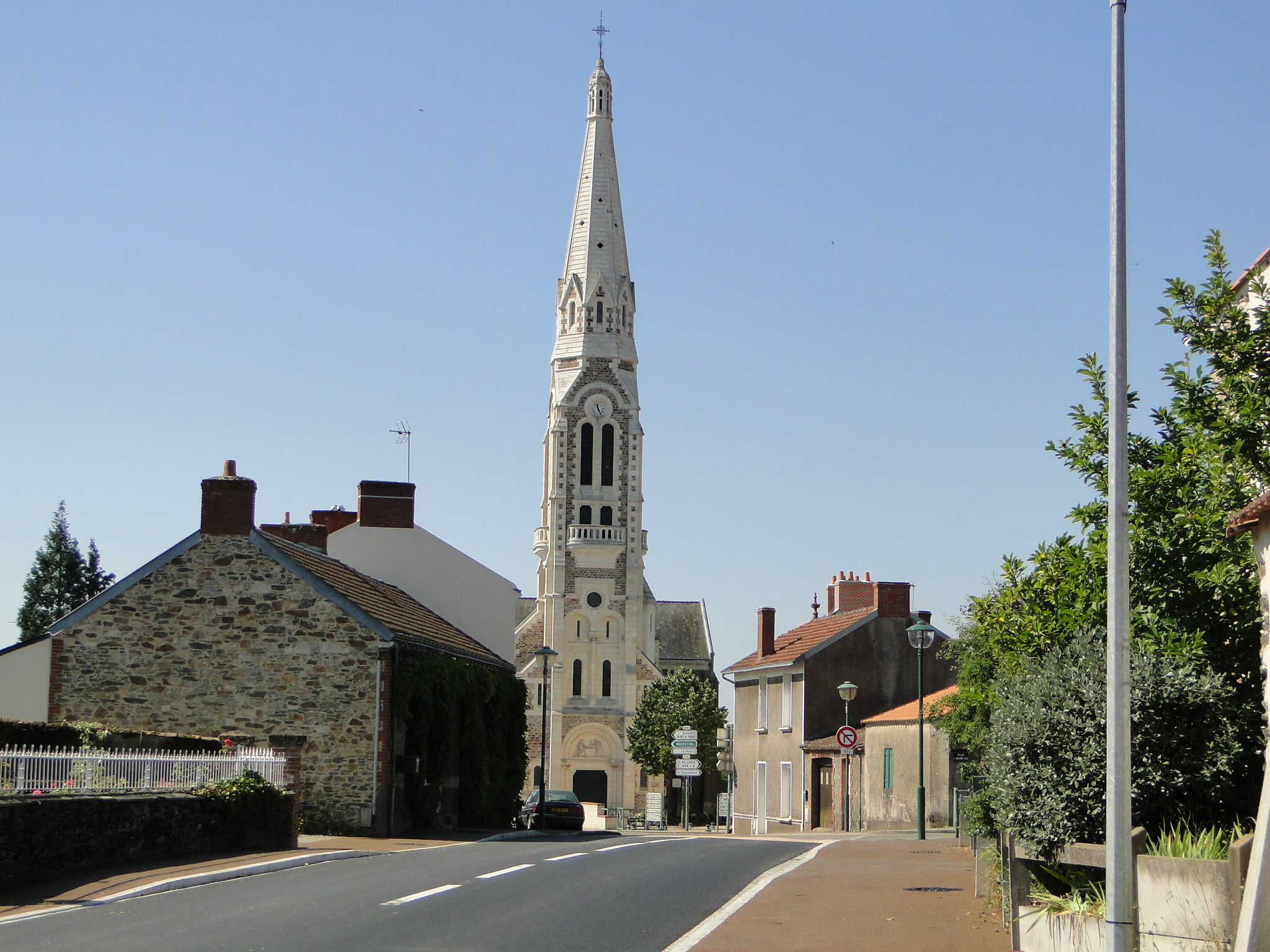
Kirche Notre-Dame
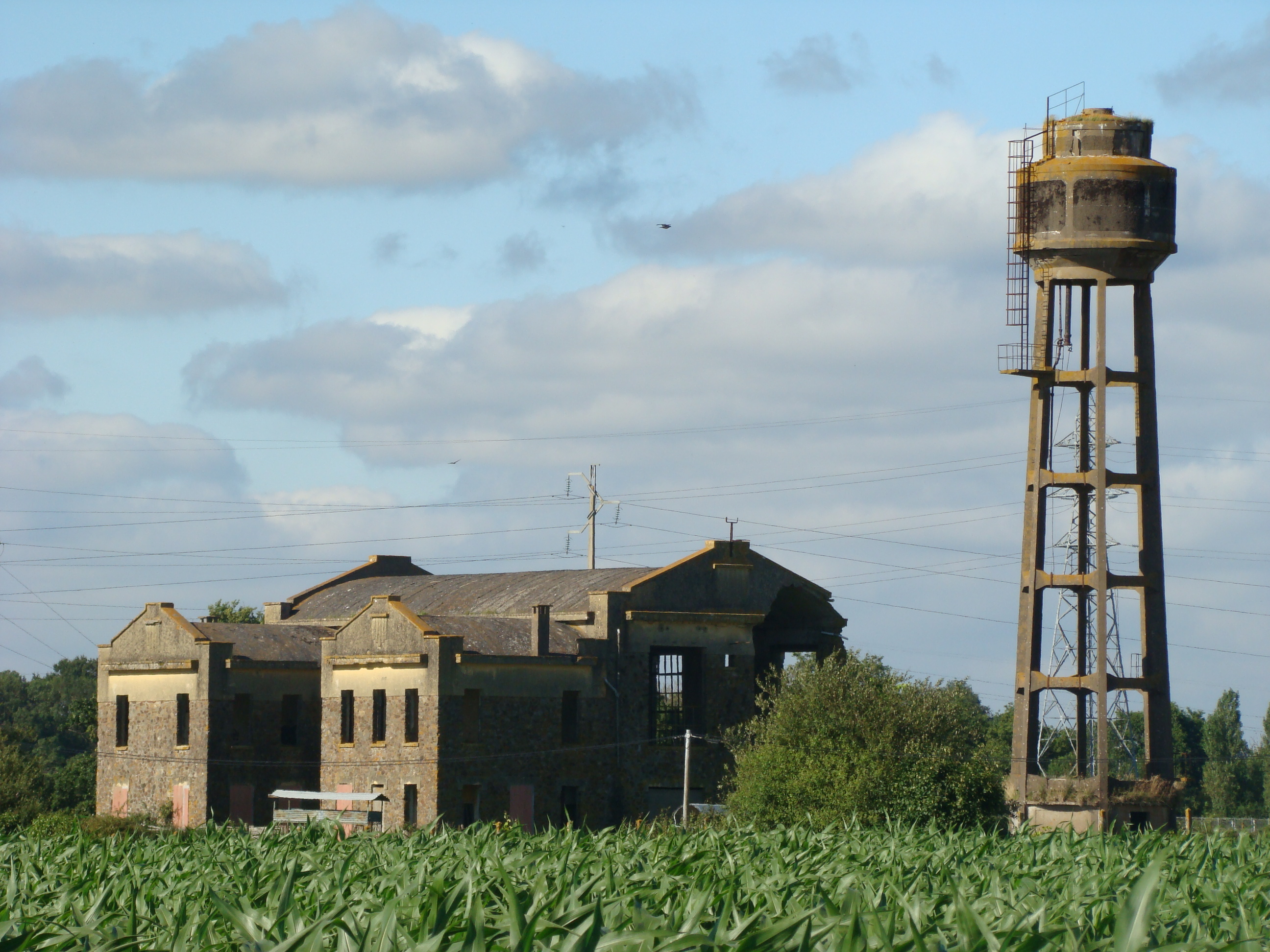
Ehemaliger Sende- und Empfangsturm zur Kommunikation mit Kriegsschiffen und U-Booten